# 小悬钩子小煤炱
小悬钩子小煤炱（学名：Meliola rubiella）是属于小煤炱目小煤炱科小煤炱属的一种真菌，寄生在悬钩子属植物上。该种分布于中国、菲律宾。